# Cathédrale de Teggiano
La cathédrale de Teggiano est une église catholique romaine de Teggiano, en Italie. Il s'agit de la cathédrale du diocèse de Teggiano-Policastro.